# The Big Six
Os presidentes, ou co-fundadores de algumas das organizações de direitos civis ativos durante o auge do movimento americano dos direitos civis, foram ironicamente chamados por Malcolm X por The Big Six, e que incluíam:
- Martin Luther King, Jr. (15 de janeiro de 1929 - 4 de abril de 1968): o presidente da Southern Christian Leadership Conference (SCLC) foi um ministro batista, ativista e líder mais famoso do Movimento pelos Direitos Civis. King ganhou o Prêmio Nobel da Paz e a Medalha Presidencial da Liberdade antes de seu assassinato em 1968. Por sua promoção da não-violência e da igualdade racial, King é considerado um pacificador e mártir por muitas pessoas ao redor do mundo. O Dia de Martin Luther King, Jr. nos Estados Unidos foi criado em sua honra.
- James Farmer (12 de janeiro de 1920 - 9 de julho de 1999): Em 1942 Farmer fundou o Congress of Racial Equality (CORE), uma organização pacifista dedicado a alcançar harmonia e igualdade racial através da não-violência, e permaneceu ativo no Movimento dos Direitos Civis através das décadas de 1950 e 60. Ele foi condecorado com a Medalha Presidencial da Liberdade em 1998, pouco antes de sua morte, em 1999.
- John Lewis (nascido em 21 de fevereiro de 1940): Tornou-se líder no Movimento dos Direitos Civis dos Estados Unidos como presidente do Student Nonviolent Coordinating Committee (Comitê Coordenador Estudantil Não-Violento - SNCC) e como um participante junto a  outros líderes como Diane Nash, James Bevel e Bernard Lafayette - do movimento estudantil de Nashville (1959-1962). Ele representou o SNCC com um discurso no 28 de agosto de 1963, na Marcha sobre Washington. Lewis tem representado o Distrito 5 da Geórgia na Câmara dos Representantes dos Estados Unidos desde 1987, um distrito que inclui quase todos eleitores de Atlanta.
- A. Philip Randolph (15 de abril de 1889 - 16 de maio de 1979) foi um socialista do movimento operário e do movimento pelos direitos civis. Em 1925, Randolph organizou a Brotherhood of Sleeping Car Porters. Este foi o primeiro esforço sério para formar um sindicato para os empregados da Companhia Pullman, que foi um grande empregador de afro-americanos.
- Roy Wilkins (30 de agosto de 1901 - 08 de setembro de 1981) foi um proeminente ativista pelos direitos civis nos Estados Unidos de 1930 a 1970. Em 1955, Wilkins foi nomeado diretor executivo da National Association for the Advancement of Colored People (Associação Nacional para o Avanço das Pessoas de Cor - NAACP). Ele tinha uma excelente reputação como porta-voz para articular o movimento dos direitos civis. Participou da Marcha sobre Washington (1963), das marchas de Selma a Montgomery (1965), e da March Against Fear (Marcha Contra o Medo, 1966).
- Whitney Young (31 de julho de 1921 - 11 de março de 1971) passou a maior parte de sua carreira trabalhando para acabar com a discriminação no emprego nas regiões Sul e transformar a National Urban League, a partir de uma organização de direitos civis relativamente passivos, numa entidade que lutava agressivamente por justiça.

Malcolm X, a quem se atribui haver cunhado o termo "The Big Six", comentou, fazendo um trocadilho: "...os líderes negos dos direitos civis já foram definitivamente chamados de Big Six (por conta de sua participação na Big Fix?)" (Big Fix, algo como grande indecisão)